# Чернохвостый заяц
Чернохвостый заяц, или калифорнийский заяц (лат. Lepus californicus) — наиболее распространённый вид зайцев, обитающий на западе США и в Мексике.

## Описание
Чернохвостый заяц имеет длинные уши и длинные мощные задние ноги. Достигает в длину от 47 до 63 см, вес составляет от 1,5 до 3 кг. Самки немного крупнее самцов. В целом же половой диморфизм не выражен. Длина хвоста составляет от 5 до 11 см. Уши длиной от 10 до 13 см, но чрезвычайно широкие. Возможно, что такие невероятно развитые ушные раковины одно из приспособлений для регулирования температуры тела в сухом, жарком климате: большая поверхность позволяет быстрее растрачивать излишнее количество тепла, при этом не происходит потовыделения, которое привело бы к потере драгоценной влаги. 
Окрас шерсти верхней части тела серо-бурый, брюхо белёсого цвета. У зайца на спине имеется чёрная полоса, хвост — чёрный.

## Распространение
Чернохвостый заяц является наиболее распространенным видом зайца в западной части США и Мексике. Обитает в сухих ландшафтах, полупустынях, степях и прериях на высоте до 3700 м над уровнем моря.

## Образ жизни
Активен в предрассветное время и ночью. Днём укрывается в тени кустов. Ведут одиночный образ жизни, защищаясь от хищников, прежде всего, своей маскировкой и скоростью от 50 до 60 км/ч. Кроме того, зайцы способны прыгать из положении стоя на расстояние до 6 м.

## Питание
Питание состоит из трав и зелёных частей растений, а также из веток и коры деревьев и кактусов. При этом животные едят безостановочно, так как у них очень большая потребность в растительном корме. Потребность в воде очень незначительна, животные получают всю необходимую воду из питания.

## Размножение
Самка рожает три—четыре раза в год после 41—47 дней беременности от одного до шести детёнышей, чаще от 3-х до 4-х. Детёныши рождаются уже полностью сформировавшимися и способны щипать траву с первых дней рождения. Самка заботится о подрастающем поколении примерно от 3-х до 4-х дней, а затем покидает детёнышей.
В неволе продолжительность жизни зайцев составляет от 5 до 6 лет, однако, в природе они погибают из-за болезней, хищников и по другим причинам значительно раньше.